# François Crépin
François Crépin ( 30 de octubre de 1830, Rochefort, Bélgica - 30 de abril de 1903, Bruselas) fue un importante botánico y especialista en fósiles del siglo XIX.
Fundó un vivero en Gante, Bélgica; y fue director del Jardín Botánico Nacional de Bélgica.

## Obra
- Manuel de la Flore de Belgique. 1860 (reeditado 1916)

- Les Characées de Belgique, 21 pp. 1863

- Primitiae monographiae Rosarum: matériaux pour servir à l'histoire des roses. 1869–1882

- La nomenclature botanique au congrès international de botanique de Paris, 1867

- Description de deux roses et observations sur la classification du genre Rosa, 1868

- Manuel de la flore de Belgique, 5ª ed. 1884[2]

## Honores

### Eponimia
Géneros
- (Araliaceae) Crepinella (Marchal) ex Oliver[3]

- (Asteraceae) Crepinia Rchb.[4]

Especies
- (Polygalaceae) Monnina crepinii Chodat ex T.Durand & Pittier[5]

- (Rosaceae) Rosa crepinii Miégev. ex Crép.[6]

## Fuente
Traducción de los artículos en lengua inglesa y alemana de Wikipedia.
- Zander, R; Fritz Encke, Günther Buchheim, Siegmund Seybold (eds.). 1984. Handwörterbuch der Pflanzennamen. 13. Auflage. Ulmer Verlag, Stuttgart, ISBN 3-8001-5042-5
- Breve biografía en home.scarlet.be
- La abreviatura «Crép.» se emplea para indicar a François Crépin como autoridad en la descripción y clasificación científica de los vegetales.[7]